# Junte de coordination révolutionnaire
Pour les articles homonymes, voir JCR.
La Junte de coordination révolutionnaire (espagnol : Junta de Coordinación Revolucionaria, JCR) était une structure de liaison entre différents mouvements guérilleros du Cône Sud en Amérique latine. Elle a été officiellement fondée en août 1973, un mois avant le coup d'État de Pinochet. Rassemblant l'ERP, l'un des mouvements guérilleros, à tendance trotskiste, le MIR chilien, les Tupamaros uruguayens, lourdement désorganisés dès 1972 et dont la direction était maintenue en otage par la dictature militaire, et les restes de l'ELN bolivien, auquel avait participé Che Guevara avant son arrestation et exécution en 1967, « la JCR n'était ni une simple alliance, ni une fusion des divers groupes armés », mais « un appareil international destiné à assurer un soutien mutuel logistique, financier et militaire » . Sa capacité opérationnelle et son influence furent largement surestimés par les dictatures militaires latino-américaines, coopérant au sein de l'opération Condor, dont furent (entre autres) victimes nombre des membres de ces guérillas. Elle fut complètement démantelée entre 1974 et 1976.

## Les premiers contacts (1972-septembre 1973)
Des contacts avaient épisodiquement eu lieu entre certains membres de l'ERP, du MIR, du MLN-T (Tupamaros) et de l'ELN avant sa création officielle en août 1973. Mario Roberto Santucho (en) (1936-1976), Luis Mattini (vivant en 2002), Domingo Menna (es) (1947-1976) et Enrique Gorriarán Merlo (es) (1941-2006) représentaient l'ERP au cours des différentes réunions; le secrétaire général du MIR, Miguel Enríquez (1944-1974) animait celles-ci au Chili, avant le coup d'État du 11 septembre 1973, et envoya en Argentine son frère Edgardo Enríquez (assassiné après le coup d'État de Pinochet; fils du ministre de l'Education d'Allende Edgardo Enríquez (en)), Andrés Pascal Allende (vivant), Nelson Gutiérrez Yáñez (1944-2008), et Alberto Villabela, chargé des opérations militaires du MIR; enfin, les Tupamaros, dont la direction était faite otage par les militaires uruguayens, étaient représentés par Luis Efraín Martínez Platero et William Whitelaw (1946-1976) .
Ainsi, une réunion fut organisée en octobre 1972, au Chili, à l'instigation de Miguel Enríquez , entre des représentants du MIR, de l'ERP et des Tupamaros, qui à cette date avait déjà plus de 1 300 de leurs membres derrière les barreaux.
Avant le coup d'État chilien, ces groupes envoyaient leurs cadres suivre une formation militaire et idéologique à Cajón del Maipo (en), la plupart des instructeurs étant des vétérans Tupamaros. 

## Le projet de la JCR et ses relations tendues avec Cuba
Selon l'historien John Dinges (en):
«  Dans le projet mis au point par Enríquez et Santucho (en), la JCR devait être à l'Amérique latine ce que les IIIe et IVe Internationales avaient été au mouvement socialiste international issu de la Révolution russe (...) la JCR serait la Ve Internationale, pilier de la révolution continentale d'Amérique latine. »
Plus proche de Trotski que de Staline, la JCR refusait le principe du Kominform qui prétendait consolider la révolution « dans un seul pays », principe duquel découlait la soumission des différents groupes communistes aux directives de Moscou . La JCR n'était toutefois pas membre de la Quatrième Internationale, que l'ERP avait quitté en 1973, considérant celle-ci comme trop centralisée. De plus, alors que les groupes de la JCR considéraient que le coup d'État de Pinochet démontrait l'échec de la stratégie légaliste vers le socialisme et donc, a contrario, la validité de la lutte armée, la Quatrième Internationale - SU tira des conséquences radicalement opposées, abandonnant fin 1973 sa ligne de soutien aux guérillas.
La JCR était proche, en revanche, du guévarisme, surtout le E.L.N. bolivien. Che Guevara lui-même avait déclaré en 1966, à La Havane, que les guérillas latino-américaines devrait s'unir « pour former quelque chose comme des juntas de coordinación afin d'enrayer l'action répressive de l'impérialisme yankee et de promouvoir leur propre cause » . 
Néanmoins, Martínez Platero, représentant de la JCR à l'international, fut froidement accueilli à Cuba. Rencontrant d'abord Manuel Piñeiro, alias Barberousse, le chef de la section américaine du Parti communiste cubain, Martínez Platero réussit à rencontrer Fidel Castro en octobre 1973. Mais celui-ci refusa d'appuyer la JCR, critiquant notamment l'ERP, à tendance trotskiste, et lui conseillant de s'éloigner des « trotskistes »  et de s'abstenir d'une offensive armée en Uruguay qui aurait été, selon lui, vouée à l'échec, et aurait conduit à l'exécution des dirigeants Tupamaros maintenus otages de la dictature. Selon John Dinges, « il s'engagea à former et à soutenir les militants des Tupamaros, mais refusa catégoriquement de faire de Cuba le centre des opérations et de formation de la JCR » .
Luis Mattini, de l'ERP, rencontra également Castro le 5 janvier 1974, discutant du foco installé à Tucumán, mais celui-ci refusa de les soutenir et de les former: le gouvernement de Juan Perón était en bons termes avec Cuba, entretenant des relations commerciales importantes et ayant même « ouvert une ligne de crédit à long terme de plus d'un milliard de dollars » .
Enfin, Castro, qui considérait avec méfiance les tendances trotskistes de la JCR et pensait que celle-ci menaçait la cohérence des partis communistes alignés sur Moscou, pensait que, si celle-ci avait un rôle à jouer, elle devrait rester secrète.

## La réunion de novembre 1973 (Buenos Aires)
Une autre réunion eut lieu en novembre 1973, à Buenos Aires, deux mois après le coup d'État de Pinochet, qui avait conduit nombre de guérilleros chiliens ou réfugiés au Chili à fuir en Argentine. Celle-ci réunit l'ERP, le MIR, le MLN-T et l'ELN, qui, après avoir été pratiquement anéantie après l'exécution du Che en octobre 1967, avait rejoint la JCR en formation en juin 1973. L'ELN était représentée par Osvaldo « Chato » Peredo, qui avait combattu avec le Che, et le commandant Rubén Sánchez, ex-officier de l'armée bolivienne qui était devenu l'adjoint du général Juan José Torres (1920-1976), ex-président de la Bolivie exilé en Argentine après le coup d'État militaire de 1971 organisé par une junte dirigée par Hugo Banzer ainsi que par une représentante permanente à Paris (de 1973 à 1976). Ce n'est qu'à partir de cette réunion que la JCR devint véritablement opérationnelle. 
Les participants décidèrent alors de donner la priorité au soutien au MIR. L'ERP tentait parallèlement de lancer un foco (foyer révolutionnaire rural) dans la province de Tucumán, qui fut anéanti en 1975 par l'opération de contre-insurrection Indépendance (es). Le MIR devait quant à lui essayer d'organiser une contre-offensive au sud du Chili, près de Temuco (Araucanie) et dans la province de Neuquén, tandis que l'ELN devait ouvrir un front 
contre la dictature de Banzer dans la province de Tarija. Ces actions échouèrent toutes rapidement. 
Quant aux Tupamaros, décimés depuis le coup d'État de juin 1973, ils devaient lancer une contre-offensive en Uruguay le 1er mai 1974, laquelle fut annulée.
Fin 1973, une antenne de la Junte est constituée à Paris, avec des représentants itinérants ou permanents des quatre organisations, ceci afin de coordonner les actions de solidarité et soutien en Europe.

## Le manifeste de 1974 et le démantèlement de la JCR
La Junte de coordination révolutionnaire annonça publiquement son existence le 1er novembre 1974, via un manifeste intitulé « Aux peuples d'Amérique latine », publié dans sa revue Che Guevara. Junta de Coordinación Revolucionaria . Cette annonce, qui appelait les « travailleurs exploités d'Amérique latine, la classe ouvrière, les paysans pauvres, les pauvres des villes, les étudiants et les intellectuels, les révolutionnaires chrétiens (...) à rejoindre la lutte anti-impérialiste et révolutionnaire socialiste », eut lieu trois mois après la mort du général Perón en Argentine, remplacé par sa femme, Isabel Perón. Celle-ci était largement sous influence de l'extrême-droite péroniste, en particulier de son ministre et secrétaire personnel José López Rega, fondateur de l'escadron de la mort dénommé Alliance anticommuniste argentine (Triple A). La JCR publia trois numéros de cette revue, de plusieurs dizaines de page, en espagnol, en anglais et dans d'autres langues.
En 1975, la JCR transféra une usine clandestine d'armes, créée au Chili par le MIR, dans la province de Buenos Aires. Celle-ci, qui fabriquait notamment des pistolets-mitrailleurs Carl Gustav, fut rapidement découverte par l'armée.

### Démantèlement de la JCR
Sous l'effet de l'opération Condor et de la « sale guerre », la JCR fut complètement démantelée entre 1974 et 1976, la majorité de ses membres ayant été assassinés. Dès octobre 1974, le MIR fut sérieusement atteint par l'assassinat de son chef, Miguel Enríquez. Les Tupamaros, scindés en deux organisations rivales, William Whitelaw abandonnant la lutte armée pour constituer un front commun démocratique contre la dictature, étaient à peu près inopérants dès 1974. Seule l'ERP résista un peu, jusqu'au coup d'État de mars 1976, sa dernière action sérieuse (l'assaut de Monte Chingolo) remontant à décembre 1975.
Un an plus tard, un coup très dur fut porté à la fois au MIR et à la JCR, avec l'arrestation au Paraguay, le 16 mai 1975, de deux Chiliens du MIR, membres de la JCR, Amilcar Santucho (frère de Mario Roberto Santucho (es)) et Jorge Fuentes. Torturés, leur interrogatoire aurait fourni beaucoup d'informations aux services secrets sur la coopération des différents groupes armés, tandis que leur agenda comportait les coordonnées de nombreux militants.
L'agent du FBI Robert Scherrer fut informé à chaque instant de leur interrogatoire. Il envoya ces informations au FBI, lequel interrogea des membres présumés de la JCR aux États-Unis, dont la femme de Fuentes. Par ailleurs, il informa par courrier du 6 juin 1975 le général chilien Ernesto Baeza de l'arrestation des Chiliens (la lettre fut transmise à la Commission Rettig qui la classèrent dans une section « confidentielle ») , à la suite de quoi des interrogateurs argentins et chiliens se rendirent à Asuncion . Cette arrestation fournit le cadre de l'opération Condor, officialisée en novembre 1975 à Santiago.

### Assassinats de 1976
Edgardo Enríquez Espinosa (MIR) fut ainsi enlevé le 10 avril 1976 à Buenos Aires, en sortant d'une réunion de la JCR, passant, selon l'acte d'accusation du juge Baltasar Garzon, en 1998, contre Augusto Pinochet par divers « camps de concentration argentins » avant d'être transféré à Villa Grimaldi, centre de torture de la DINA chilienne où il fut fait disparu . Mario Roberto Santucho (en) et Domingo Menna (es), de l'ERP, furent également assassinés en 1976, tandis que William Whitelaw Blanco, qui avait été exclu des Tupamaros en juillet 1974, préférant s'orienter vers l'action politique plutôt que la lutte armée, fut retrouvé en mai 1976 dans le coffre d'une voiture, avec sa compagne et les parlementaires uruguayens Héctor Gutiérrez Ruiz et Zelmar Michelini, victimes de l'opération Condor.